# Niels Gordijn
Niels Gordijn (Eindhoven, 30 november 1988) is een voormalige Nederlandse krachtsporter en regelmatige top-3 deelnemer van de jaarlijkse wedstrijd Sterkste Man van Nederland.

## Biografie
Niels Gordijn is opgegroeid in Eindhoven. Zijn hobby’s waren voetballen en later ook tennissen. Op zijn zestiende begon hij met fitness in een plaatselijke sportschool.
Gordijn volgde eerst een Handel en Marketing-opleiding en is daarna vakgerichte sportopleidingen gaan volgen: Fitnessinstructeur A en B, Personal Trainer, Voedingsdeskundige en Fysiotherapie.
Nadat Gordijn een uitzending van de Sterkste Man had gezien, was het voor hem duidelijk wat hij wilde gaan doen. Hij heeft sindsdien verschillende podiumplekken en records op zijn naam staan in de strongmancompetitie; zowel op nationaal als op internationaal niveau.
Sinds november 2013 heeft Gordijn zijn eigen sportschool in Best. Naast het runnen van deze sportschool geeft hij ook personal training, voedingsadviezen, en complete trainings- en voedingsschema's.

## Prestaties

### Beste prestaties
Powerlifting
- Squat 370 kg
- Bench Press 240 kg
- Deadlift 400 kg  (geen officiële deadlift tijdens een wedstrijd, daarom geen Nederlands record)

Sterkste man
- Atlas stone 220 kg
- Deadlift 420 kg (niet officieel een standaard deadlift, eentje met vrachtwagenbanden staande op een verhoging, geen Nederlands record)
- Log lift ('boomstamtillen') 180 kg

### Prestaties op jaartal in binnen- en buitenland
- 2e plaats Sterkste Team van Nederland 2013 met Matthieu Onderdijk
- 3e plaats Sterkste Man van Nederland 2013
- 2e plaats Sterkste Man van Nederland 2014
- 2e plaats Sterkste Man van Nederland 2015
- 1e plaats Sterkste Team van Nederland 2016 met Mike Oerlemans